# 대전갑천중학교
대전갑천중학교(大田甲川中學校)는 대한민국 대전광역시 서구 월평동에 있는 공립 중학교이다.

## 학교 연혁
- 1992년 6월 12일 : 학교 설립인가(24학급)
- 1994년 1월 28일 : 신입생 배정(318명)
- 1994년 3월 1일 : 초대 나순복 교장 취임
- 1994년 3월 5일 : 개교 및 제1회 입학식
- 2015년 2월 11일 : 제20회 졸업식(368명) 누계 8,253명
- 2023년 3월 1일 : 제14대 이윤기 교장 취임

## 참고 자료
- 대전갑천중학교 - 한국교육학술정보원 학교알리미